# Thaumaleus tenuis
Thaumaleus tenuis är en kräftdjursart som beskrevs av Isaac 1974. Thaumaleus tenuis ingår i släktet Thaumaleus och familjen Monstrillidae. Inga underarter finns listade i Catalogue of Life.